# The Atypical Family
The Atypical Family (hangul: 히어로는 아닙니다만; Bra: Uma Família Inusitada) é uma série de televisão sul-coreana estrelada por Jang Ki-yong, Chun Woo-hee, Go Doo-shim e Claudia Kim. Ela foi ao ar na JTBC entre 4 de maio de 2024 a 9 de junho, sendo transmitida todos os sábados e domingos às 22:30 (KST). Ela também está disponível para streaming na Netflix em regiões selecionadas.

## Sinopse
The Atypical Family narra a história de Bok Gwi-joo e sua família, uma família com superpoderes que começa a perder suas habilidades devido a uma doença crônica e às incompatibilidades com os seus estilos de vida modernos. No entanto, suas vidas sofrem uma reviravolta após conhecerem Do Da-hae.

## Elenco

### Principais
- Jang Ki-yong como Bok Gwi-ju

Bok Gwi-ju possui a habilidade de voltar no tempo e reviver memórias felizes. No entanto, após a morte de sua esposa, ele perdeu essa capacidade. Lutando contra a depressão, Gwi-ju não consegue mais encontrar nenhuma de suas memórias felizes.
- Chun Woo-hee como Do Da-hae

Do Da-hae é uma mulher enigmática, profundamente interessada em Bok Gwi-ju e sua família.
- Go Doo-shim como Bok Man-heum

Bok Man-heum, a mãe de Gwi-ju, sofre de insônia, o que a impede de acessar seus "sonhos pré-cognitivos".
- Claudia Kim como Bok Dong-hee

Bok Dong-hee, a irmã mais velha de Gwi-ju, possuía a habilidade de voar. No entanto, aparentemente perdeu essa capacidade devido às suas lutas contra a obesidade.

### Personagens de apoio

#### Pessoas ao redor de Gwi-ju
- Park So-yi como Bok In-a[13]

A filha do Gwi-ju. Uma menina de treze anos, ela permanece isolada tanto da sua família quanto dos seus colegas de classe na escola.
- Oh Man-seok como Eom Soon-gu[14]

O marido de Man-heum e pai de Gwi-ju e Dong-hee. Ele é o único membro da família Bok sem super poderes.

#### Pessoas ao redor da Da-hae
- Kim Geum-sun como Baek Il-hong[15]

A mãe de Da-hae.
- Ryu Abel como Grace[16]

A irmã mais nova de Da-hae.
- Choi Gwang-rok como Noh Hyung-tae[17]

O tio de Da-hee.

### Outros
- Jung Min-ah como Lee Se-yeon, ex-mulher de Bok Gwi-ju[18][19]
- Choi Seung-yoon como Cho Ji-han, ex-namorado de Dong-hee[20]
- Kim Soo-in como Ko Hye-rim, amiga de escola de In-a[21]
- Moon Woo-jin como Han Joon-woo, amigo de escola de In-a[22]
- Kim Jung-hwan como Kim Min-hyung, ex-colega de trabalho de Gwi-ju

### Participações especiais
- Lee Won-jong como Presidente Park, um vigarista.
- Park Hyun-jung como Sra. Shin, esposa do presidente Park.

## Produção
The Atypical Family é uma coprodução da Writing & Picture Media e da Drama House, com o apoio da SLL. A série é escrita por Joo Hwa-mi (autora da série Marriage, Not Dating de 2014) e dirigida por Jo Hyun-taek (Sky Castle, 2018-19). A roteirista Kang Eun-kyung (Romantic Doctor, Teacher Kim, três temporadas, 2016-23) também participa como criadora do drama. Na apresentação da produção, o diretor Jo afirmou que a série “tem elementos de fantasia como você pode sentir na palavra ‘herói’, mas descreve uma história bastante realista. Acho que a química criada pela colisão entre fantasia e realidade é o charme único deste trabalho.” A música é composta por Jung Jae-hyung.
Para Jang Ki-yong, este foi seu primeiro trabalho na televisão após completar o serviço militar obrigatório. Foi relatado que Choi Gwang-rok teve que ganhar trinta quilos para seu personagem; Segundo o próprio ator, “depois de ser escolhido para The Atypical Family, o processo de ganho de peso não foi fácil no início, mas apreciei a oportunidade de interpretar um personagem assim e comecei a filmar”. Para seu papel, Claudia Kim teve que passar por longas sessões de maquiagem para exibir Bok Dong-hee obesa.

### Promoção
No dia 21 de março, foram divulgadas imagens da leitura do roteiro pelo elenco. No dia 3 de abril, a JTBC publicou um pôster com os protagonistas da série. Logo em seguida, no dia 25, foram divulgadas imagens das filmagens. Junto com tudo isso, vários trailers foram divulgados, o primeiro no dia 5 de abril e o terceiro no dia 19 do mesmo mês.
Além disso, a revista Elle publicou na sua edição de maio uma sessão fotográfica com os dois atores principais, Jang Ki-yong e Chun Woo-hee, seguida de uma entrevista que também pode ser vista no canal oficial da editora no YouTube.

## Trilha sonora

### Álbum
O álbum da trilha sonora da série foi lançado em 9 de junho de 2024.
| CD 1           |                                     |                |                |                |         |  |
| N.º            | Título                              | Letras         | Música         | Artista        | Duração |  |
| 1.             | "Walking with you" (너와 걷는 계절) | Jung Jae-hyung | Jung Jae-hyung | So Soo-bin     | 3:54    |  |
| 2.             | "I See You" (바라 봄)               | Lee So-ra      | Jung Jae-hyung | Lee So-ra      | 4:28    |  |
| 3.             | "Laputa" (라퓨타)                   | Jung Jae-hyung | Jung Jae-hyung | Yi Sung-yol    | 3:17    |  |
| Duração total: | Duração total:                      | Duração total: | Duração total: | Duração total: | 11:39   |  |

| CD 2           |                               |                |                |         |  |
| N.º            | Título                        | Música         | Artista        | Duração |  |
| 1.             | "The Atypical Family"         | Jung Jae-hyung |                | 0:57    |  |
| 2.             | "Hero is Coming"              | Jung Jae-hyung |                | 1:32    |  |
| 3.             | "Super Power"                 | Jung Jae-hyung |                | 1:48    |  |
| 4.             | "First Step"                  | Jung Jae-hyung |                | 1:21    |  |
| 5.             | "Hero World"                  | Jung Jae-hyung |                | 1:45    |  |
| 6.             | "Family Harmony"              | Jung Jae-hyung |                | 1:42    |  |
| 7.             | "Scam Plan"                   | Jung Jae-hyung |                | 1:26    |  |
| 8.             | "Funny Moment"                | Jung Jae-hyung |                | 1:59    |  |
| 9.             | "Bizzar Love"                 | Jung Jae-hyung |                | 1:19    |  |
| 10.            | "The Sign for Hero"           | Jung Jae-hyung |                | 4:15    |  |
| 11.            | "Not to Say"                  | Jung Jae-hyung |                | 1:23    |  |
| 12.            | "Not to Say (String Version)" | Jung Jae-hyung |                | 0:49    |  |
| 13.            | "Conflict Echoes"             | Jung Jae-hyung |                | 3:10    |  |
| 14.            | "Mysterious Mystery"          | Jung Jae-hyung |                | 1:27    |  |
| 15.            | "Contrast"                    | Jung Jae-hyung |                | 1:00    |  |
| 16.            | "Tearful Waves"               | Jung Jae-hyung |                | 1:31    |  |
| 17.            | "Passage"                     | Jung Jae-hyung |                | 0:46    |  |
| 18.            | "Tides of Tension"            | Jung Jae-hyung |                | 2:04    |  |
| 19.            | "Suspicious Waltz"            | Jung Jae-hyung |                | 1:48    |  |
| 20.            | "Dong-Hee's Dream"            | Jung Jae-hyung |                | 1:26    |  |
| 21.            | "Gwi-Ju in Silence"           | Jung Jae-hyung |                | 2:20    |  |
| 22.            | "Tears within I-Na"           | Jung Jae-hyung |                | 2:20    |  |
| 23.            | "Be My Saviour"               | Jung Jae-hyung |                | 2:07    |  |
| 24.            | "Hidden Truths"               | Jung Jae-hyung |                | 0:40    |  |
| 25.            | "Da-hae's secret"             | Jung Jae-hyung |                | 1:32    |  |
| 26.            | "Familial Bliss"              | Jung Jae-hyung |                | 1:29    |  |
| 27.            | "Echoes of Sadness"           | Jung Jae-hyung |                | 2:13    |  |
| 28.            | "A Journey through Time"      | Jung Jae-hyung |                | 3:16    |  |
| Duração total: | Duração total:                | Duração total: | Duração total: | 49:25   |  |

### Parte 1
| Lançado em 12 de maio de 2024 |                                            |                |                |                |         |  |
| N.º                           | Título                                     | Letras         | Música         | Artista        | Duração |  |
| 1.                            | "Walking with you" (너와 걷는 계절)        | Jung Jae-hyung | Jung Jae-hyung | So Soo-bin     | 3:54    |  |
| 2.                            | "Walking with you" (너와 걷는 계절; Inst.) |                | Jung Jae-hyung |                | 3:54    |  |
| Duração total:                | Duração total:                             | Duração total: | Duração total: | Duração total: | 7:48    |  |

### Parte 2
| Lançado em 18 de maio de 2024 |                              |                |                |                |         |  |
| N.º                           | Título                       | Letras         | Música         | Artista        | Duração |  |
| 1.                            | "I See You" (바라 봄)        | Lee So-ra      | Jung Jae-hyung | Lee So-ra      | 4:28    |  |
| 2.                            | "I See You" (바라 봄; Inst.) |                | Jung Jae-hyung |                | 4:28    |  |
| Duração total:                | Duração total:               | Duração total: | Duração total: | Duração total: | 8:56    |  |

### Parte 3
| Lançado em 26 de maio de 2024 |                          |                |                |                |         |  |
| N.º                           | Título                   | Letras         | Música         | Artista        | Duração |  |
| 1.                            | "Laputa" (라퓨타)        | Jung Jae-hyung | Jung Jae-hyung | Yi Sung-yol    | 3:17    |  |
| 2.                            | "Laputa" (라퓨타; Inst.) |                | Jung Jae-hyung |                | 3:17    |  |
| Duração total:                | Duração total:           | Duração total: | Duração total: | Duração total: | 6:34    |  |

## Recepção
A série foi bem recebida por seu tema inovador de uma família com problemas e que possui superpoderes, e da interessante história dos dois personagens principais salvando um ao outro. Não conseguiu ultrapassar a barreira dos 5% de audiência nacional, embora tenha chegado muito perto: o episódio final, que foi o mais acompanhado pelos telespectadores, atingiu 4,9%.

### Audiência
| Temporada | Temporada | Ep. 1 | Ep. 2 | Ep. 3 | Ep. 4 | Ep. 5 | Ep. 6 | Ep. 7 | Ep. 8 | Ep. 9 | Ep. 10 | Ep. 11 | Ep. 12 | Audiência |
| --------- | --------- | ----- | ----- | ----- | ----- | ----- | ----- | ----- | ----- | ----- | ------ | ------ | ------ | --------- |
|           | 1         | 807   | 759   | 726   | 984   | 921   | 925   | 877   | 963   | 781   | 915    | 847    | 1141   | 887       |

| Ep. | Data de transmissão original | Parcela média de audiência (Nielsen Korea) | Parcela média de audiência (Nielsen Korea) |
| Ep. | Data de transmissão original | Nacional                                   | Seul                                       |
| --- | ---------------------------- | ------------------------------------------ | ------------------------------------------ |
| 1 | 4 de maio de 2024            | 3.289% (1º)                                | 3.796% (1º)                                |
| 2 | 5 de maio de 2024            | 2.985% (4º)                                | 3.104% (4º)                                |
| 3 | 11 de maio de 2024           | 3.168% (2º)                                | 3.241% (1º)                                |
| 4 | 12 de maio de 2024           | 4.056% (1º)                                | 4.777% (1º)                                |
| 5 | 18 de maio de 2024           | 3.883% (1º)                                | 4.332% (1º)                                |
| 6 | 19 de maio de 2024           | 4.178% (1º)                                | 5.462% (1º)                                |
| 7 | 25 de maio de 2024           | 3.480% (1º)                                | 4.096% (1º)                                |
| 8 | 26 de maio de 2024           | 4.248% (1º)                                | 4.973% (1º)                                |
| 9 | 1 de junho de 2024           | 3.613% (1º)                                | 4.655% (1º)                                |
| 10 | 2 de junho de 2024           | 3.734% (2º)                                | 4.304% (1º)                                |
| 11 | 9 de junho de 2024           | 3.838% (2º)                                | 4.572% (1º)                                |
| 12 | 9 de junho de 2024           | 4.858% (1º)                                | 5.705% (1º)                                |
| Média | Média                        | 3.778%                                     | 4.418%                                     |
| - Na tabela acima, os números em azul representam a audiência média mais baixa e os números em vermelho representam a audiência média mais alta. - Este drama foi ao ar em um canal a cabo/TV paga que normalmente tem uma audiência relativamente menor em comparação com a TV aberta/emissoras pública (KBS, SBS, MBC e EBS). |                              |                                            |                                            |

## Prêmios e indicações

### Artigos em lista
| Editora | Ano  | Lista                                      | Posição  | Ref.   |
| ------- | ---- | ------------------------------------------ | -------- | ------ |
| NME     | 2024 | Os 10 melhores K-drams de 2024 – até agora | Incluído | [ 33 ] |